# Persianer

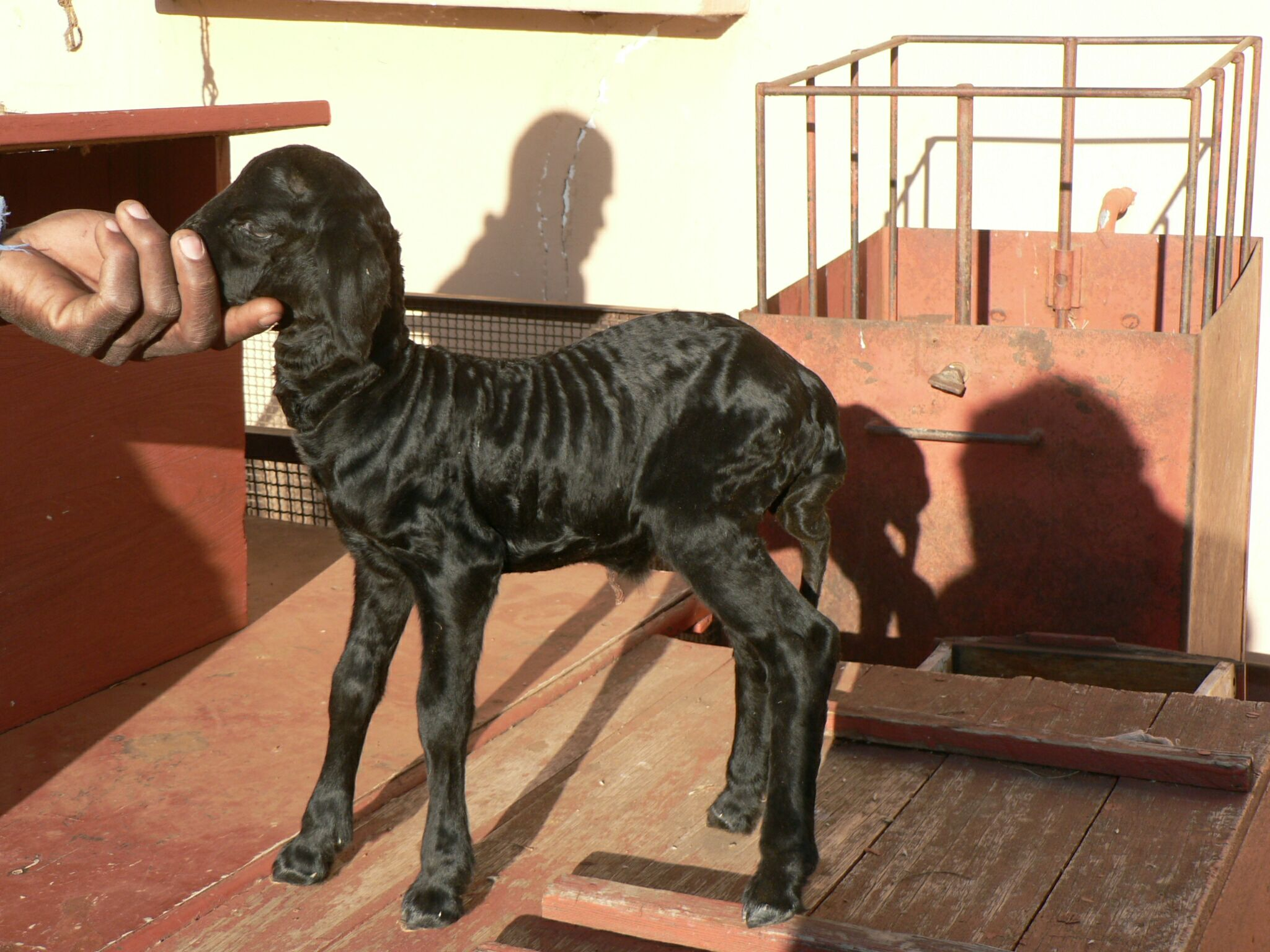
Een lam dat gebruikt wordt voor Persianer

Persianer of astrakan is een kortharig bont met zeer uiteenlopende haarstructuur, variërend van sterk krullend tot platte krul en moiré-typen. Het is in de bruine en zwarte tinten meestal geverfd. Gewicht en soepelheid kunnen veel verschillen. Het is afkomstig van het vijf tot tien dagen oude lam van het karakoelschaap. Als het lam al binnen 48 uur geslacht is heet het breitschwanz.